# Creatures (jeu vidéo, 1996)
Creatures est un jeu vidéo de simulation de vie sorti en novembre 1996.

## Système de jeu
Creatures est un jeu permettant au joueur de faire naître et évoluer des créatures anthropomorphiques (voir Anthropomorphisme).
Creatures est une simulation de vie où l'utilisateur fait "naître" de petits animaux poilus et leur apprend à se comporter. Les "Norns" peuvent discuter, se nourrir et se protéger des créatures malveillantes. Ce fut la première apparition du Machine Learning dans une simulation interactive. Des réseaux neuronaux sont utilisés par les créatures pour apprendre. Le jeu est vu comme un pionnier sur la recherche liée à la vie artificielle, qui vise à modéliser le comportement de créatures interagissant avec leur environnement.
Selon Millennium Interactive, chaque exemplaire de Creatures contient un set unique d’œufs lors d'une nouvelle partie, leurs génomes ne sont présents dans aucun autre exemplaire du jeu.

## Accueil
La version PC du jeu reçoit un accueil critique très favorable contrairement aux versions Playstation ou Game Boy Advance qui sont moins bien reçues.
Vers novembre 1997, environ 100 000 exemplaires de Creatures s'étaient vendus. À cette époque, John Moore de Mindscape expliqua que la société "comptait vendre plus de 200 000 exemplaires avant la fin de l'année". Vers février 1998, le nombre de ventes total avoisinait les 400 000 unités.

## Contenu téléchargeable

### Contenu additionnel
Un seul et unique contenu téléchargeable, prénommé Life Kit #1, fut mis en vente. Par la suite, celui-ci deviendra gratuit.
Ci-dessous, les différents contenus de celui-ci :
- 3 nouveaux types de Norns (Norns des Montagnes violettes, Norns des Forêts et Norns de Ron)
- 3 nouveaux gènes (Activase, Turnase et Collapsase)
- une cage
- un boîtier de contrôle de cage
- des boules de cristal
- des potions et des lotions
- un outil permettant de localiser et d'effrayer un (ou plusieurs) Grendel

### Correctifs
À ce jour, seuls trois correctifs ont été publiés :
- Correctif 1.02
- Correctif 1.03 (incluant Life Kit #1)
- Correctif 1.04